# Bartha Alfonz
Bartha Alfonz (pályája elején Bartha András) (Madaras, 1929. október 13. – Budapest, 2013. április 2.) Liszt Ferenc-díjas (1967) operaénekes (tenor), Réti József mellett a 20. század második felének legjelesebb magyar Mozart-énekese.

## Élete
Énektanulmányait 1940 és 1948 között a bajai Városi Zeneiskolában Pilinszky Zsigmond növendékeként kezdte, majd 1949-től a budapesti Állami Zenekonzervatóriumban tanult. 1950-től 1953-ig a Magyar Rádió énekkarában énekelt az alapító tagok egyikeként. 1951 és 1955 között a Liszt Ferenc Zeneművészeti Főiskola hallgatójaként Bende Zsolt, Berdál Valéria, Erdész Zsuzsa, Gábor Artemisz, Hankiss Ilona és Lehoczky Éva osztálytársa volt és Mándy Margit, Feleki Rezső, Luigi Renzi és Révhegyi Ferencné voltak mesterei.
Több nemzetközi énekversenyen szerepelt eredményesen: az 1958-as toulouse-i nemzetközi énekversenyen II. díjat, az 1960-as budapesti Erkel énekversenyen I. díjat, az 1961-es hertogenboschi énekversenyen I. díjat nyert.
1955-ben szerződtette a debreceni Csokonai Színház, itt Bartha András néven szerepelt, mivel keresztnevét akkoriban „arisztokratikusnak” minősítették. 1959-ben lett a Magyar Állami Operaház magánénekese. A debreceni „vegyes” repertoár után az Operaházban a Mozart- és bel canto szerepek specialistája lett. Pályája végén szívesen vállalt comprimario (a főszereplő melletti szerep) feladatokat is. Sokat foglalkoztatott oratóriuménekes is volt.
Egykori lakhelyén (VII. kerület, Damjanich utca 56.) 2013 decemberében emléktáblát avattak.

## Szerepei
A Színházi adattárban regisztrált bemutatóinak száma: 40.
- Robert Planquette: Garasos menyasszony...Anatole[5]
- Cimarosa: Titkos házasság....Paolino
- Donizetti: Szerelmi bájital....Nemorino
- Flotow: Márta (opera)....Lyonel
- Beethoven: Fidelio....Jaquino
- Rossini: Hamupipőke....Ramiro herceg
- Verdi: Falstaff....Fenton
- Gounod: Faust....Faust
- Wolf-Ferrari: A négy házsártos....Filipeto
- Strauss: A denevér....Alfréd
- Mozart: Szöktetés a szerájból....Belmonte
- Mozart: Così fan tutte....Ferrando
- Mozart: A varázsfuvola....Tamino
- Farkas Ferenc: A bűvös szekrény....Hasszán
- Janáček: Katja Kabanova....Borisz Grigorjevics
- Verdi: Traviata....Germont Alfréd
- Wagner: A Rajna kincse....Froh
- Erkel Ferenc: Bánk bán....Ottó
- Petrovics Emil: Bűn és bűnhődés....utcai énekes
- Muszorgszkij: Hovanscsina....Hovanszkij Andrej herceg
- Monteverdi: Odüsszeusz hazatérése....Eumaiosz
- Mozart: Figaro házassága (opera)....Don Basilio
- Puccini: Manon Lescaut....táncmester
- Janáček: A ravasz rókácska ...iskolamester és kutya
- Puccini: Gianni Schicchi....Gherardo; Spinellocchio
- Verdi: A lombardok az első keresztes hadjáratban....egy elöljáró
- Puccini: Pillangókisasszony....Yamadori herceg
- Verdi: Simon Boccanegra....a számszeríjászok kapitánya
- Strauss: A rózsalovag....vendéglős
- Wagner: A nürnbergi mesterdalnokok....Eisslinger
- Kacsóh Pongrác: János vitéz....Bartolo
- Puccini: Turandot....Altoum császár
- Donizetti: Boleyn Anna (opera)....Sir Hervey
- Donizetti: A csengő....Spiridione
- Verdi: Nabucco....Abdallo
- Respighi: A láng....egy klerikus
- Verdi: Az álarcosbál...Amelia szolgája[6]

## Filmjei
- Szomszédok (1990)

## Diszkográfiája
- 50 éves a Hungaroton – Énekművészek (1951-2001) (2001)

## Díjai, elismerései
- Erkel énekverseny I. díja (1960)
- Hertogenboschi verseny I. díja (1961)
- Liszt Ferenc-díj (1967)
- A Magyar Állami Operaház örökös tagja (posztumusz, 2013)[7]